# Serge Quisquater
Sergio, właśc. Serge Quisquater (ur. 2 kwietnia 1965 w Leuven) – belgijski piosenkarz i prezenter telewizyjny, reprezentant Belgii podczas 47. Konkursu Piosenki Eurowizji w 2002 roku.

## Życiorys
W 1987 roku Quisquater nagrał swoją pierwszą piosenkę – „Het staat in de sterren geschreven”. Siedem lat później zaczął współpracę z Sandy Boets, z którą stworzył duet nazwany Taste of Joy. Z czasem wokaliści zmienili nazwę projektu na Touch of Joy i pod tą nazwą wydali swoje single oraz cztery albumy studyjne: Keep On Moving (1996), Enjoy (1997), Don’t Say It’s Over i Dance to the Rhythm (2000). W 1996 roku zajęli trzecie miejsce podczas koncertu debiutów na festiwalu Golden Stag.
W 1999 roku Quisquater zaczął swoją karierę konferansjerską, od tamtej pory był prezenterem telewizyjnym takich programów, jak m.in. Tripties, Vliegende start, Kaviaar met pruimen, Het rapport Quisquater i De ark van Sergio. Ze względu na sposób śpiewania, w czasie swojej kariery zdobył przydomek „belgijskiego klona Toma Jonesa”.
Pod koniec 2001 roku razem z chórzystkami: Ibernice Macbean, Jody Pijper i Ingrid Simons (nazwanymi na potrzeby koncertu The Ladies), zgłosił się do udziału w krajowych eliminacjach do 47. Konkursu Piosenki Eurowizji z utworem „Sister”, który zakwalifikował się do stawki konkursowej jako jedna z 28 kompozycji wyselekcjonowanych spośród 80 propozycji nadesłanych do siedziby publicznej telewizji VRT. Przed finałem selekcji formacja była głównym faworytem telewidzów do zwycięstwa, ostatecznie zdobył największą liczbę głosów od widzów (którzy oddali na niego 330 140 głosów) i komisji jurorskiej, wygrywając eliminacje i zostając tym samym reprezentantem Belgii podczas Konkursu Piosenki Eurowizji organizowanego w Tallinnie. Po finale selekcji artysta nagrał niderlandzkojęzyczną wersję zwycięskiego utworu – „Meisjes”. W finale Konkursu Piosenki Eurowizji, który odbył się 25 maja, wykonał swoją propozycję w języku angielskim i zdobył za nią łącznie 33 punkty, zajmując 15. miejsce w końcowej klasyfikacji. Oprócz chórzystek, na scenie artyście towarzyszyli gitarzysta Rick Aerts i perkusista Walter Mets. W tym samym roku Quisquater wydał z chórzystkami album zatytułowany Road to Freedom, na którym znalazła się m.in. eurowizyjna propozycja oraz tytułowy singiel.
W 2014 roku wziął udział w programie De Grote Sprong, będącego belgijskim odpowiednikiem holenderskiego formatu  Sterren Springen op Zaterdag (Celebrity Splash!).

## Dyskografia
| Albumy studyjne Wydane z zespołem Taste of Joy Keep On Moving (1996) Enjoy (1997) Don’t Say It’s Over (2000) Dance to the Rhythm (2000) Wydane we współpracy z The Ladies Road to Freedom (2002) | - 1987: „Het staat in de sterren geschreven” - 2000: „Allez Allez Allez” - 2002: „Sister” (z zespołem The Ladies) - 2002: „Road to Freedom” (z chórem Scala) - 2002: „Ontdek Jezelf” (z Walterem Grootaersem) - 2005: „Doodgewone helden” (gościnnie z Geeną Lisą) - 2007: „Ik laat je los” |